# 吉林省公安厅
吉林省公安厅是中华人民共和国吉林省人民政府的组成部门，主管全省公安工作。

## 机构设置

### 内设机构
- 办公室（党委办公室）
- 政治部
- 研究室
- 机关党委
- 巡察工作办公室
- 新闻宣传处
- 经济犯罪侦查总队
- 治安管理总队
- 户政管理总队
- 内保总队
- 生态环境犯罪侦查总队（食品药品犯罪侦查总队）
- 监所管理总队
- 禁毒总队
- 法制总队
- 警务保障部
- 出入境管理局
- 科技信息化处
- 警务督察总队
- 审计处
- 信访处
- 刑事侦查局
- 交通管理局（高速公路公安局）
- 机场公安局（长春龙嘉国际机场公安局）

### 直属机构
- 吉林省公安厅物证鉴定中心（刑事科学技术研究管理中心）
- 吉林省公安厅警犬训练基地
- 吉林警察学院
- 吉林省公安厅机关服务中心
- 吉林省公安厅影视中心
- 吉林省公安厅安康医院
- 吉林省公安厅长白山公安局[註 1]

### 业务指导
- 沈阳铁路公安局长春铁路公安处
- 民航吉林省管理局下属民航吉林机场公安局
  - 龙嘉分局
- 吉林省森林公安局
  - 黄泥河森林公安局
  - 大石头森林公安局
  - 安图森林公安局
  - 白河森林公安局
  - 和龙森林公安局
  - 八家子森林公安局
  - 汪清森林公安局
  - 大兴沟森林公安局
  - 天桥岭森林公安局
  - 珲春森林公安局